# Perșozvanivka, Vilneansk
Perșozvanivka (în ucraineană Першозванівка) este un sat în comuna Kirova din raionul Vilneansk, regiunea Zaporijjea, Ucraina.

## Demografie
Componența lingvistică a localității Perșozvanivka
     Ucraineană (81,32%)
     Rusă (17,58%)
     Română (1,1%)
Conform recensământului din 2001, majoritatea populației localității Perșozvanivka era vorbitoare de ucraineană (81,32%), existând în minoritate și vorbitori de rusă (17,58%) și română (1,1%).